# Eddie Cheever III

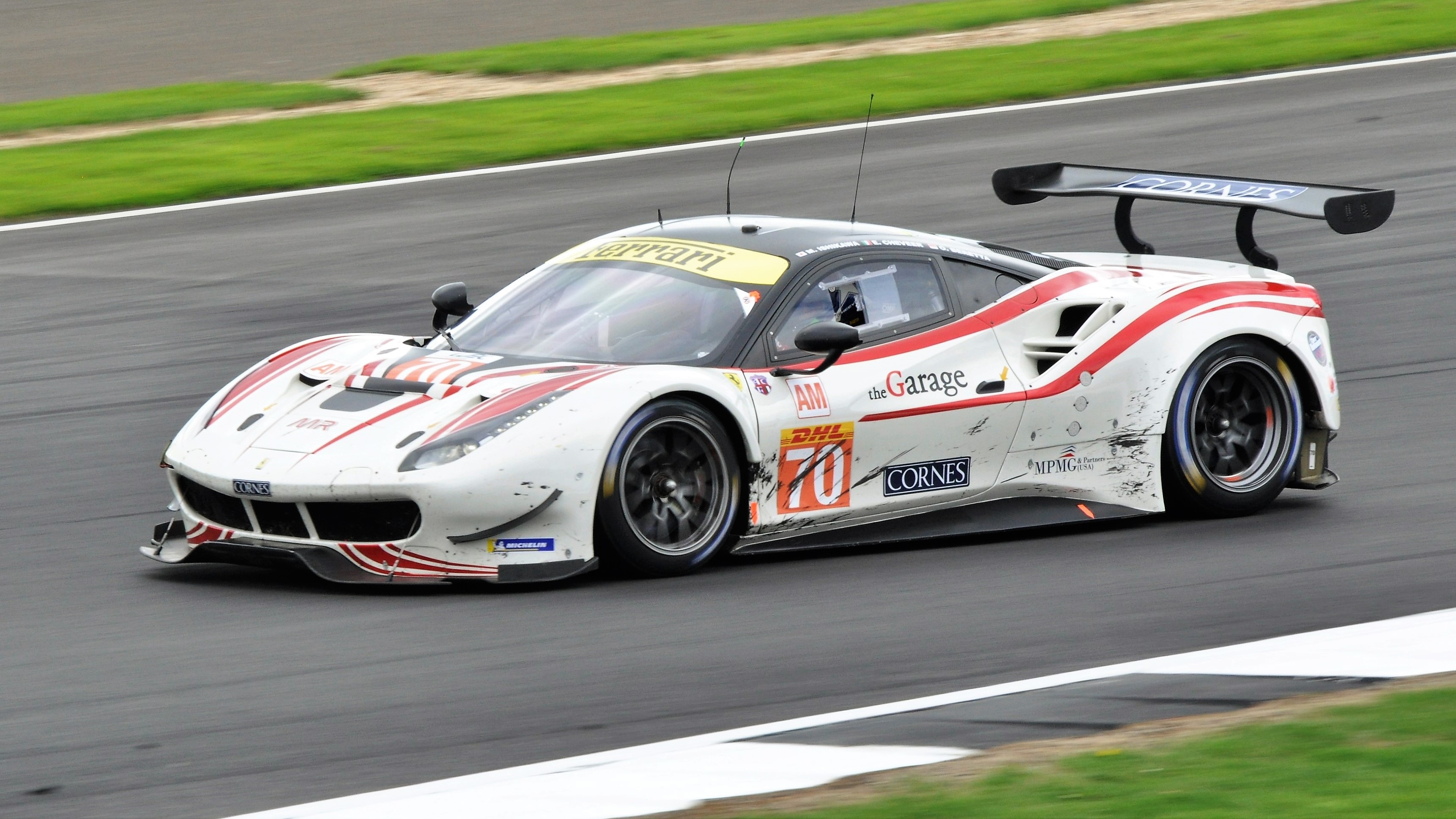
Eddie Cheever III im Ferrari 488 GTE beim 6-Stunden-Rennen von Silverstone 2018

Edward Mackay „Eddie“ Cheever III (* 5. Juni 1993 in Rom) ist ein italienischer Automobilrennfahrer. Er startete 2013 in der europäischen Formel-3-Meisterschaft.

## Karriere
Cheever begann seine Motorsportkarriere 2006 im Kartsport, in dem er bis 2009 aktiv war. 2009 wechselte er zudem in den Formelsport und trat für Jenzer Motorsport in zwei Formel-Renault-Meisterschaften an. Er wurde Elfter in der Schweizer Formel Renault, während sein Teamkollege Nico Müller den Meistertitel gewann, und 14. der italienischen Formel Renault. 2010 blieb Cheever bei Jenzer Motorsport und fuhr in der Formel Abarth. Während sein Teamkollege Patric Niederhauser Vizemeister wurde, beendete Cheever die Saison mit einem dritten Platz als bestem Resultat auf dem zehnten Gesamtrang.
2011 wechselte Cheever zu Lucidi Motorsport in die italienische Formel-3-Meisterschaft. Mit einem zweiten Platz als bestem Ergebnis und insgesamt drei Podest-Platzierungen erreichte er den neunten Platz in der Fahrerwertung. 2012 bestritt Cheever seine zweite Saison in der italienischen Formel-3-Meisterschaft für das Prema Powerteam. Er gewann vier Rennen und stand insgesamt zwölfmal auf dem Podium. Mit 248 zu 281 Punkten unterlag er Riccardo Agostini und wurde Zweiter in der Meisterschaft. Als Belohnung für seine Leistungen in der italienischen Formel 3 erhielt Cheever eine Formel-1-Testfahrt mit der Scuderia Ferrari.
2013 blieb Cheever beim Prema Powerteam und wechselte in die europäische Formel-3-Meisterschaft. Während seine Teamkollegen Raffaele Marciello, Alex Lynn und Lucas Auer alle mindestens ein Rennen gewonnen hatten und die Meisterschaft in den Top-4 beendeten, war ein dritter Platz Cheevers bestes Resultat. Er lag am Saisonende auf dem dreizehnten Platz der Gesamtwertung.

## Persönliches
Cheevers Vater Eddie Cheever jr. ist ebenfalls Rennfahrer.

## Statistik

### Karrierestationen
| - 2006–2009: Kartsport - 2009: Schweizer Formel Renault (Platz 11) - 2009: Italienische Formel Renault (Platz 14) | - 2010: Formel Abarth (Platz 10) - 2011: Italienische Formel 3 (Platz 9) - 2012: Italienische Formel 3 (Platz 2) | - 2013: Europäische Formel 3 (Platz 13) |

### Einzelergebnisse in der Europäischen Formel-3-Meisterschaft
| Jahr | Team            | Motor         | 1   | 2   | 3   | 4   | 5   | 6   | 7   | 8   | 9   | 10  | 11  | 12  | 13  | 14  | 15  | 16  | 17  | 18  | 19  | 20  | 21  | 22  | 23  | 24  | 25  | 26  | 27  | 28  | 29  | 30  | Punkte | Rang |
| ---- | --------------- | ------------- | --- | --- | --- | --- | --- | --- | --- | --- | --- | --- | --- | --- | --- | --- | --- | --- | --- | --- | --- | --- | --- | --- | --- | --- | --- | --- | --- | --- | --- | --- | ------ | ---- |
| 2013 | Prema Powerteam | Mercedes-Benz | MON | MON | MON | SIL | SIL | SIL | HO1 | HO1 | HO1 | BRH | BRH | BRH | SPI | SPI | SPI | NOR | NOR | NOR | NÜR | NÜR | NÜR | ZAN | ZAN | ZAN | VAL | VAL | VAL | HO2 | HO2 | HO2 | 50     | 13.  |
| 2013 | Prema Powerteam | Mercedes-Benz | 10  | 13  | 8   | 20  | 10  | DNF | DNF | 19  | 9   | 17  | 11  | DNF | 8   | 9   | DNF | 11  | 16  | 14  | 16  | 15  | 9   | 13  | DNF | 17  | 5   | 4   | DNF | 9   | 10  | 17  | 50     | 13.  |

### Le-Mans-Ergebnisse
| Jahr | Team                 | Fahrzeug        | Teamkollege      | Teamkollege     | Platzierung | Ausfallgrund |
| ---- | -------------------- | --------------- | ---------------- | --------------- | ----------- | ------------ |
| 2018 | MR Racing            | Ferrari 488 GTE | Motoaki Ishikawa | Olivier Beretta | Rang 38     |              |
| 2019 | MR Racing            | Ferrari 488 GTE | Motoaki Ishikawa | Olivier Beretta | Rang 41     |              |
| 2025 | Ziggo Sport Tempesta | Ferrari 296 GT3 | Chris Froggatt   | Jonathan Hui    | Rang 46     |              |

### Sebring-Ergebnisse
| Jahr | Team                     | Fahrzeug                 | Teamkollege  | Teamkollege     | Platzierung | Ausfallgrund |
| ---- | ------------------------ | ------------------------ | ------------ | --------------- | ----------- | ------------ |
| 2018 | Spirit of Daytona Racing | Cadillac DPi-V.R         | Matt McMurry | Tristan Vautier | Ausfall     | Unfall       |
| 2022 | Risi Competizione        | Ferrari 488 GT3 Evo 2020 | Davide Rigon | Daniel Serra    | Rang 30     |              |

### Einzelergebnisse in der FIA-Langstrecken-Weltmeisterschaft
| Saison  | Team                 | Rennwagen       | 1   | 2   | 3   | 4   | 5   | 6   | 7   | 8   |
| ------- | -------------------- | --------------- | --- | --- | --- | --- | --- | --- | --- | --- |
| 2018/19 | MR Racing            | Ferrari 488 GTE | SPA | LEM | SIL | FUJ | SHA | SEB | SPA | LEM |
| 2018/19 | MR Racing            | Ferrari 488 GTE | 25  | 38  | 23  | DNF | 27  | 24  | 32  | 41  |
| 2025    | Ziggo Sport Tempesta | Ferrari 296 GT3 | KAT | IMO | SPA | LEM | SAO | AUS | FUJ | BAH |
| 2025    | Ziggo Sport Tempesta | Ferrari 296 GT3 | 46  |     |     |     |     |     |     |     |